# Liobagrus kingi
Liobagrus kingi är en fiskart som beskrevs av Tchang, 1935. Liobagrus kingi ingår i släktet Liobagrus och familjen Amblycipitidae. IUCN kategoriserar arten globalt som starkt hotad. Inga underarter finns listade i Catalogue of Life.